# Tixtla de Guerrero
Tixtla de Guerrero är en ort i Mexiko.   Den ligger i kommunen Tixtla de Guerrero och delstaten Guerrero, i den södra delen av landet, 210 km söder om huvudstaden Mexico City. Tixtla de Guerrero ligger 1 354 meter över havet och antalet invånare är 21 130.
Terrängen runt Tixtla de Guerrero är kuperad. Runt Tixtla de Guerrero är det ganska tätbefolkat, med 80 invånare per kvadratkilometer. Närmaste större samhälle är Chilpancingo de los Bravo, 11,6 km väster om Tixtla de Guerrero. I omgivningarna runt Tixtla de Guerrero växer huvudsakligen savannskog.